# Dekanat Kęty
Dekanat Kęty – jeden z 23 dekanatów katolickich wchodzących w skład diecezji bielsko-żywieckiej, w którego skład wchodzi 7 parafii.
1 stycznia 2015 roku z dekanatu wydzielono 6 parafii w celu utworzenia nowego dekanatu międzybrodzkiego.

## Przełożeni
- Dziekan: ks. Jerzy Musiałek
- Wicedziekan:
- Ojciec duchowny: o. Piotr Cuber OFMConv[2]
- Duszpasterz Młodzieży: ks. Andrzej Wołpiuk
- Dekanalny Wizytator Katechizacji: ks. Stanisław Lipowski
- Dekanalny Duszpasterz Rodzin: ks. Wacław Pelczar
- Dekanalny Duszpasterz Służby Liturgicznej : ks. Krzysztof Rębisz

## Parafie
- Bulowice: Parafia Świętego Wojciecha BM
- Kęty: Parafia Świętych Małgorzaty i Katarzyny
- Kęty (Osiedle): Parafia Najświętszego Serca Pana Jezusa
- Kęty (Podlesie): Parafia Najdroższej Krwi Pana Naszego Jezusa Chrystusa
- Malec: Parafia Świętego Jana Kantego
- Nowa Wieś: Parafia Świętego Maksymiliana Kolbego
- Witkowice: Parafia Świętego Michała Archanioła